# Hyacinthe de Quatrebarbes (1920-1981)
Pour les articles homonymes, voir Hyacinthe de Quatrebarbes.
Pour les autres membres de la famille, voir Famille de Quatrebarbes.
Hyacinthe Marie Joseph Thibault de Quatrebarbes, né le 21 août 1920 à Angers et mort le 9 janvier 1981 à Paris (Ve), est un général de corps d'armée français.

## Famille
Membre de la famille de Quatrebarbes  (qui porte un titre de courtoisie de marquis), il est le fils de Xavier Marie Zacharie de Quatrebarbes 1895-1969), conseiller général de la Mayenne et de Henriette de Robien. Il épouse en 1945 Marie-Ange Toussaint Anne du Breil de Pontbriand, née en 1920. Ils eurent 6 enfants.

## Carrière
Il est admis à l'École spéciale militaire d'Aix-en-Provence (Saint-Cyr), à la suite des examens du 15 et 16 mai 1940, avec le numéro 4 sur 176.

## Décorations
- Grand croix de la Légion d'honneur
- Croix de guerre 1939-1945
- Croix de guerre des Théâtres d'opérations extérieurs